# TENDERNESS
『TENDERNESS』（テンダネス）は、田原俊彦の22枚目のオリジナル・アルバム。1995年9月6日に、ポニーキャニオン / NAVから発売された。

## 背景
キャッチコピーは『彼のなにげない仕草に男の優しさが漂う。それは新しいラブソング』。
前作『MORE ELECTRIC』から約2年ぶりのオリジナル・アルバムで、田原がジャニーズ事務所を退所し個人事務所『DOUBLE “T” PROJECT』を設立後初の作品となった。
サウンドプロデュースを安全地帯の武沢豊が担当し、全体を通してバラードが多い。先行シングル「魂を愛が支配する」をはじめ、翌年にシングルカットされた「真夜中のワンコール」含む全10曲が収録されている。

## リリース
1995年9月6日に、ポニーキャニオンのNAVレーベルから発売された。
この作品を以てポニーキャニオンからリリースした最後のタイトルとなった。

## 批評
| 専門評論家によるレビュー | 専門評論家によるレビュー |
| レビュー・スコア         | レビュー・スコア         |
| 出典                     | 評価                     |
| ------------------------ | ------------------------ |
| CDジャーナル             | 否定的                   |

『CDジャーナル』は、「大人のラヴソングとしてじっくり耳を傾けられる楽曲が揃っているのだが、まだまだ彼の歌声に深い説得力が欠けているのが残念。方向性は正解だけに後は歌の艶の出し方如何だね」と否定的な評価をしている。

## 収録曲
| 全作曲: 都志見隆、全編曲: 武沢豊。 |                        |            |            |      |
| #                                  | タイトル               | 作詞       | 作曲・編曲 | 時間 |
| 1.                                 | 「あなたがこぼれる夜」 | 芹沢類     | 都志見隆   | 5:04 |
| 2.                                 | 「真夜中のワンコール」 | 田久保真見 | 都志見隆   | 4:52 |
| 3.                                 | 「だったらどうする」   | 芹沢類     | 都志見隆   | 4:44 |
| 4.                                 | 「優しい夢」           | 及川眠子   | 都志見隆   | 4:33 |
| 5.                                 | 「魂を愛が支配する」   | 及川眠子   | 都志見隆   | 5:14 |
| 6.                                 | 「Act II」             | 及川眠子   | 都志見隆   | 4:49 |
| 7.                                 | 「君も知っている」     | 芹沢類     | 都志見隆   | 5:12 |
| 8.                                 | 「最高の恋人」         | 秋元康     | 都志見隆   | 4:55 |
| 9.                                 | 「神よ 男は…」         | 秋元康     | 都志見隆   | 5:25 |
| 10.                                | 「君だけを守りたい」   | 秋元康     | 都志見隆   | 5:22 |
| 合計時間:                          | 合計時間:              | 合計時間:  | 50:10      |      |

## 楽曲解説
1. あなたがこぼれる夜
2. 真夜中のワンコール
  - 1996年2月21日に、アレンジを変更してシングルカットされた[3]。
  - MBS-TBS系ドラマ30『愛の産科』主題歌[4]
3. だったらどうする
4. 優しい夢
5. 魂を愛が支配する
  - 先行シングル。
  - テレビ朝日系『まいど!音楽ラスベガス』エンディングテーマ[5]
6. Act II
7. 君も知っている
8. 最高の恋人
9. 神よ 男は…
10. 君だけを守りたい

## 参加ミュージシャン
- All Instruments Played by : 武沢豊

Excrpt;
- E.B. on “優しい夢” “君も知っている” : 美久月千晴
- Sax Solo on “だったらどうする” “神よ 男は…” : 平原まこと
- TP. : 小林正弘
- Sax : 小池修
- Strings : 金子飛鳥
- Chorus : 町支寛二, 山根麻衣, 中山みさ
- Additional Keyboards : 梁邦彦